# Józef Kaczyński (ogrodnik)

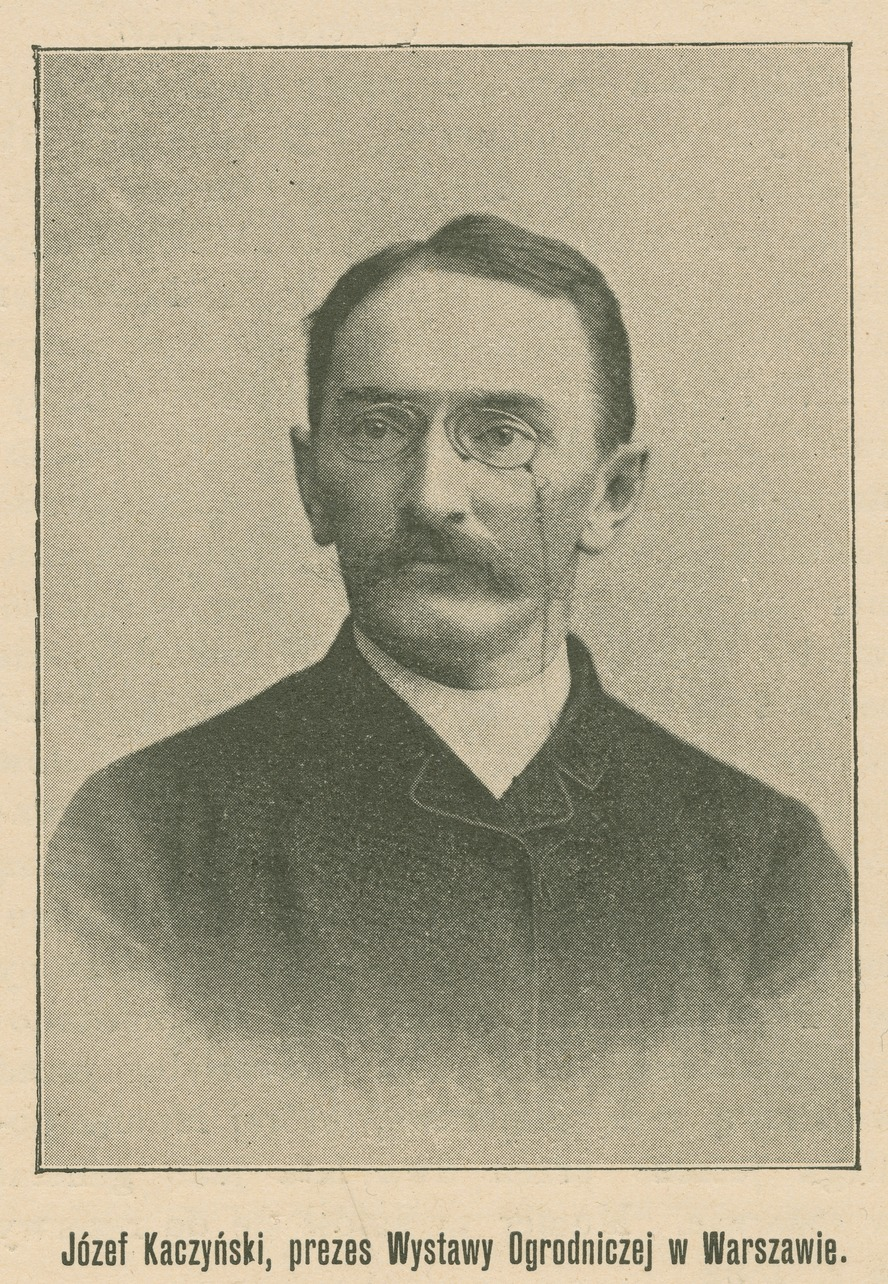

Józef Kaczyński (ur. 4 września 1849 w Warszawie, zm. 11 listopada 1918 tamże) – ogrodnik polski, młodszy brat Władysława, również ogrodnika.
Urodził się i dorastał w rodzinie z wielopokoleniowymi tradycjami w zawodzie ogrodnika. Podjął wprawdzie studia muzyczne, ale po śmierci ojca musiał je w 1869 przerwać, by prowadzić dalej rodzinne przedsiębiorstwo ogrodnicze. Zajmował się równocześnie popularyzacją zawodu – dużo publikował w dziedzinie ogrodnictwa (był współzałożycielem, współwłaścicielem i w latach 1879–1899 członkiem redakcji pisma „Ogrodnik Polski”), zajmował się także nauczaniem (wykładał warzywnictwo w warszawskiej Szkole Ogrodniczej w latach 1879–1886, realizował akcję odczytową). Współpracował z innymi polskimi ogrodnikami – ze swym bratem Władysławem oraz E. Jankowskim, P. Hoserem, F. Szaniorem; był współzałożycielem i honorowym członkiem Towarzystwa Ogrodniczego Warszawskiego. Towarzystwo zaakceptowało m.in. i wprowadziło w 1896 w życie jego projekt założenia szkółek drzew owocowych na potrzeby gospodarstw chłopskich. Działał także w komitetach organizacyjnych krajowych wystaw ogrodniczych, a na wystawach w Paryżu w 1889 i 1900 reprezentował ogrodnictwo polskie. Specjalizował się zwłaszcza w uprawach inspektowych warzyw, a wraz z bratem interesował się także uprawą kwiatów.
Jest autorem obszernych podręczników „Warzywa w inspekcie” (1885) i „Warzywa w gruncie” (1886) oraz monografii „Róża” wydanej w „Bibliotece Ogrodnika” z roku 1881.